# Seniebach
Der Seniebach ist ein etwa 4 Kilometer langer, orographisch rechter beziehungsweise südlicher Zufluss der Ihme im Gebiet der Städte Hemmingen und Hannover in der Region Hannover in Niedersachsen (Deutschland).

## Geographie
Der Seniebach entsteht im Hemminger Stadtteil Wilkenburg bei Unterquerung der Wülfeler Straße per definitionem aus dem Bruchgraben. Dieser entwässert ein Teichgelände südöstlich von Wilkenburg.⊙
Der Seniebach fließt in der Leinemasch in nordnordwestlicher Richtung. Er bildet den Ostrand des Stadtteils Hemmingen und passiert in der von Kiesteichen durchsetzten Landschaft die Kiesgrube Hemmingen westlich. Einst umfloss er nördlich des heutigen Hemmingen die Wüstung Klein-Hemmingen. Er fließt in das Südende des beim Kiesabbau entstandenen Großen Hemminger Teich, an dessen Nordende in das Südende des Großen Ricklinger Teich, dessen Wasserfläche vom Südschnellweg überquert wird. Der Seniebach bildet im Nordwesten des Großen Ricklinger Teichs dessen Abfluss und mündet kurz darauf östlich des hannoverschen Stadtteils Ricklingen in die Ihme.

## Umwelt
Der Seniebach fließt fast auf ganzer Länge in Landschaftsschutzgebieten. Auf Hemminger Gebiet ist dies das Landschaftsschutzgebiet LSG-H 21 – Obere Leine und auf hannoverschem Gebiet das LSG-HS 4 – Obere Leine.

## Sehenswürdigkeiten und Bauwerke
Der Südschnellweg quert den Ricklinger Teich auf der Leineflutbrücke. Das für die in früheren Jahren häufigen Leinehochwasser ausgelegte Bauwerk aus den 1960er Jahren ist inzwischen erneuerungsbedürftig.
Der Maschsee wird durch Pumpen mit Wasser aus dem Großen Ricklinger Teich gespeist. Dies macht den diesen durchfließenden Seniebach zur Quelle des etwa 2,7 m höher liegenden künstlichen Gewässers.

## Belege
1. ↑  
Topographische Karte des Beginns des Seniebach, auf umweltkarten-niedersachsen.de
2. ↑  
Topographische Karte: Teiche als Beginn des Bruchgraben, auf umweltkarten-niedersachsen.de
3. ↑  
Topographische Karte der Mündung des Seniebach, auf umweltkarten-niedersachsen.de
4. 1 2 3  
Gebiet 3-4-3: Hemminger Maschgraben, Senniebach, Bruchgraben. Kartenwerk (pdf; 1,48 MB). UHV52 Gewässer- und Landschaftspflegeverband Mittlere Leine, archiviert vom Original (nicht mehr online verfügbar) am 9. Januar 2016; abgerufen am 7. Januar 2016.
5. ↑  
Flächenverzeichnis zur Hydrographischen Karte Niedersachsen. Fortschreibung Stand 13. Juli 2010 (pdf; 600 kB). Niedersächsisches Ministerium für Umwelt, Energie und Klimaschutz, abgerufen am 8. Januar 2016.
6. ↑  
Themenkarte Landschaftsschutzgebiet, auf umweltkarten-niedersachsen.de
7. ↑  
LSG-H 21 – Obere Leine – Leseabschrift. Fundstelle: Gemeinsames Amtsblatt für die Region Hannover und die Landeshauptstadt Hannover Nr. 47 vom 23.11.2006, S. 414 (pdf; 67 kB). hannover.de, abgerufen am 7. Januar 2016.
8. ↑  
LSG H-S 04 – Obere Leine. Fundstelle: Gemeinsames Amtsblatt für die Region Hannover und die Landeshauptstadt Hannover Sonderausgabe 2006 vom 28.02.2006, S. 48 (pdf; 46 kB). www.hannover.de, abgerufen am 7. Januar 2016.
9. ↑  
Wie marode sind Hannovers Brücken? www.haz.de, 27. Mai 2013, abgerufen am 7. Januar 2016.